# Nelson Rockefeller
Nelson Aldrich Rockefeller (8 tháng 7 năm 1908 - 26 tháng 1 năm 1979) là doanh nhân người Mỹ, người làm từ thiện, công chức và chính trị gia. Ông là Phó Tổng thống thứ 41 của Hoa Kỳ dưới thời Tổng thống Gerald Ford từ năm 1974 đến năm 1977, trước đó ông là Thống đốc thứ 49 của New York. Ông cũng làm việc dưới chính quyền Tổng thống Franklin D. Roosevelt, Harry S. Truman và Dwight D. Eisenhower. Là một thành viên trong gia tộc giàu có Rockefeller, ông là nhà sưu tập nghệ thuật, cũng như quản lý Trung tâm Rockefeller.

## Tiểu sử
Rockefeller sinh ngày 8 tháng 7 năm 1908, tại Bar Harbour, Maine.   Được đặt tên là Nelson Aldrich theo tên ông ngoại là Nelson W. Aldrich, , ông là con trai thứ hai và con thứ ba của nhà tài chính và nhà từ thiện John Davison Rockefeller Jr. và nhà từ thiện và xã hội  Abigail "Abby" Aldrich.  Ông có hai anh chị em -  Abby và  John III - cũng như ba người em trai:  Laurance,  Winthrop và  David.  Cha của họ, John Jr., là con trai duy nhất của người đồng sáng lập Standard Oil và giáo viên Laura Spelman.  Mẹ của họ, Abby, là con gái của Thượng nghị sĩ Nelson Wilmar th Aldrich và Abigail P. Greene. 
Rockefeller lớn lên trong ngôi nhà của gia đình mình ở Thành phố New York (ở số 10 West 54th Street), một ngôi nhà nông thôn ở Pocantico Hills, New York và một ngôi nhà mùa hè ở Seal Harbour, Maine.  . Ông học tiểu học, trung học cơ sở, và giáo dục trung học tại  Trường Lincoln ở Thành phố New York, một trường thực nghiệm do Trường Cao đẳng Sư phạm Đại học Columbia quản lý và được tài trợ bởi gia đình Rockefeller.  Nelson được biết là đã biến mất trên đường đến trường và từng được tìm thấy khi khám phá hệ thống cống rãnh của thành phố. Khi còn nhỏ, ông là "nhà lãnh đạo không thể chối cãi" trong số các anh em của mình, trở nên đặc biệt thân thiết với Laurance. 
Mặc dù cha mẹ ông nhìn thấy tiềm năng để Nelson thành công trong cuộc sống, nhưng ông lại là một học sinh nghèo. Nói chung ở phần ba lớp dưới, ông suýt thi trượt lớp chín và không được chẩn đoán là Chứng khó đọc. Người viết tiểu sử của Nelson Joseph E. Persico đã viết rằng khi còn là một đứa trẻ, ông đã "thể hiện một kỷ luật mà suốt cuộc đời sẽ phục vụ ông thay cho sự sáng chói." Mặc dù Nelson không được chấp nhận vào Đại học Princeton, nhưng ông đã vào được Đại học Dartmouth,  đến trong khuôn viên trường năm 1926.  Khi còn học đại học, ông ấy gặp  Mary Todhunter Clark tại ngôi nhà mùa hè ở Maine, và hai người yêu nhau.  Họ đính hôn vào mùa thu năm 1929.  Năm 1930, ông tốt nghiệp  cum laude  với bằng  AB kinh tế từ Đại học Dartmouth, nơi ông là thành viên của Casque and Gauntlet (một hội cấp cao), Phi Beta Kappa và Psi Upsilon.   Rockefeller và Mary kết hôn sau khi ông tốt nghiệp, vào ngày 23 tháng 6 năm 1930, tại Bala Cynwyd, Pennsylvania. 

## Những năm 1931-1939
Sau khi tốt nghiệp, Rockefeller làm việc trong một số doanh nghiệp liên quan đến gia đình, bao gồm Ngân hàng Quốc gia Chase; Rockefeller Center, Inc., tham gia hội đồng quản trị năm 1931, giữ chức vụ chủ tịch, 1938–1945 và 1948–1951, và là chủ tịch hội đồng, 1945–1953 và 1956–1958 và Tập đoàn Dầu khí Creole, công ty con Venezuela của Standard Oil of New Jersey, 1935–1940.
Rockefeller từng là thành viên của Hội đồng Y tế Quận Westchester từ năm 1933 đến năm 1953. Sự phục vụ của ông với Creole Petroleum đã dẫn đến sự quan tâm sâu sắc, suốt đời của ông đối với Châu Mỹ Latinh. Ông thông thạo tiếng Tây Ban Nha.

## Thống đốc New York

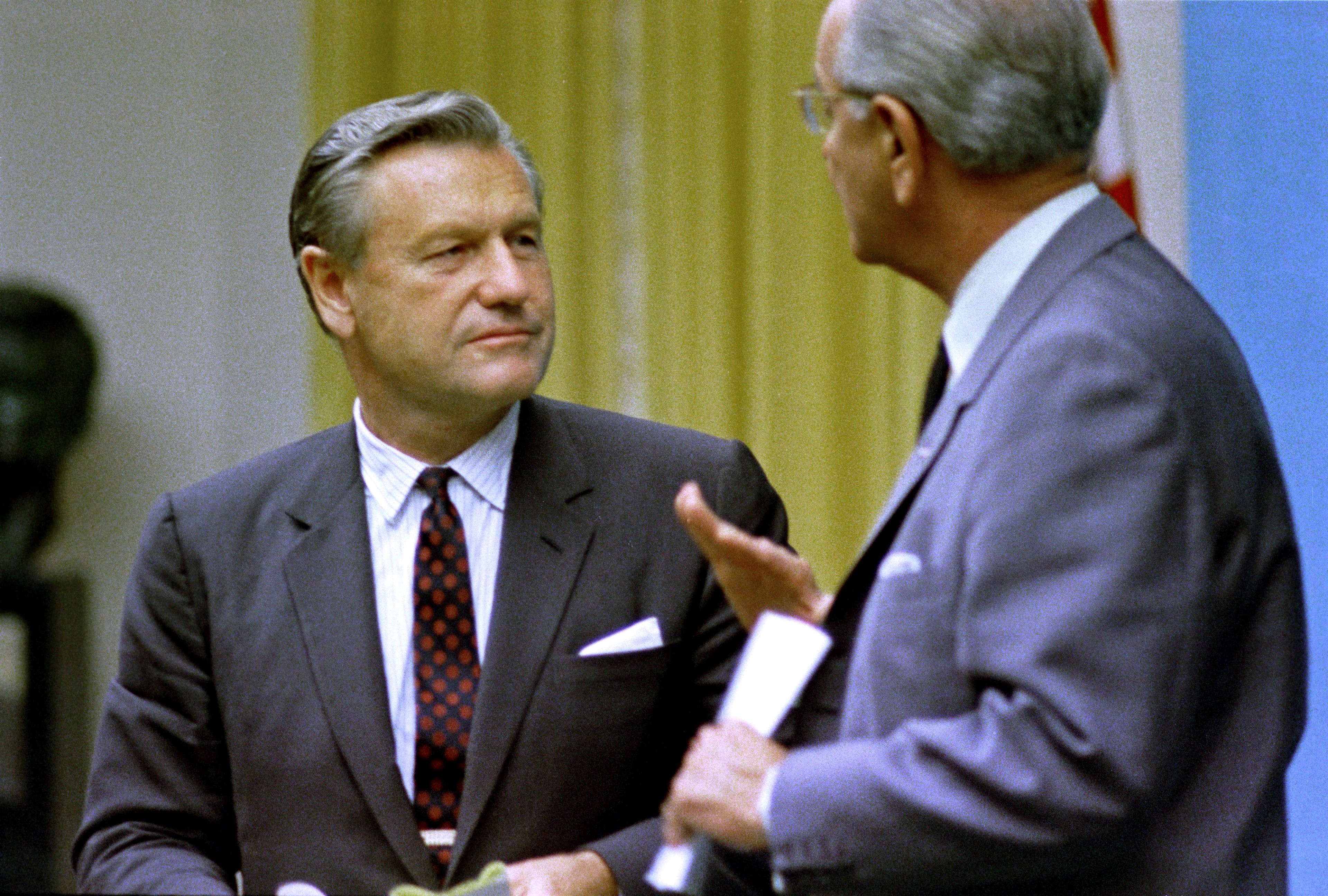
Thống đốc Rockefeller gặp Tổng thống Lyndon B. Johnson năm 1968

Rockefeller từ chức chính phủ liên bang vào năm 1956 để tập trung vào Tiểu bang New York và chính trị quốc gia. Từ tháng 9 năm 1956 đến tháng 4 năm 1958, ông chủ trì Ủy ban Nhà nước tạm thời về Công ước Hiến pháp.  Từ năm 1956 đến 1958 ông chủ trì Ủy ban Nhà nước tạm thời về Công ước Hiến pháp, tiếp đó là vị trí chủ tịch của Ủy ban lập pháp đặc biệt về sửa đổi và đơn giản hóa Hiến pháp.  Trong  cuộc bầu cử bang năm 1958, ông đã được bầu thống đốc bang New York với hơn 570.000 phiếu bầu, đánh bại người đương nhiệm W. Averell Harriman, mặc dù năm 1958 là một năm tiêu biểu cho  Đảng Dân chủ ở nơi khác trên toàn quốc.  Rockefeller tái đắc cử trong ba cuộc bầu cử tiếp theo trong 1962 , 1966 và 1970, nâng cao vai trò của tiểu bang trong giáo dục, bảo vệ môi trường, giao thông vận tải, nhà ở, phúc lợi, viện trợ y tế, quyền công dân và Các tác phẩm nghệ thuật. Để trả cho việc tăng chi tiêu của chính phủ, Rockefeller đã tăng thuế - ví dụ: thuế bán hàng đã được áp dụng ở New York vào năm 1965.  Ông từ chức ba năm sau nhiệm kỳ thứ tư của mình và bắt đầu làm việc tại Ủy ban lựa chọn quan trọng cho người Mỹ. 

## Phó tổng thống Hoa Kỳ (1974-1977)
Vào ngày 20 tháng 8, Ford đề cử Rockefeller làm Phó Tổng thống Hoa Kỳ tiếp theo. Khi xem xét các ứng cử viên tiềm năng, Rockefeller là một trong ba ứng cử viên chính. Hai người còn lại sau đó - Đại sứ Hoa Kỳ tại NATO Donald Rumsfeld, người mà Ford cuối cùng đã chọn làm Tham mưu trưởng và sau đó là Bộ trưởng Quốc phòng, và sau đó - Ủy ban Quốc gia Đảng Cộng hòa Chủ tịch  George H W Bush, người cuối cùng sẽ trở thành Phó Tổng thống theo quyền của mình trong hai nhiệm kỳ và Tổng thống trong một nhiệm kỳ. 
Trong khi thừa nhận rằng nhiều người bảo thủ phản đối Rockefeller, Ford tin rằng ông sẽ mang chuyên môn điều hành cho chính quyền và mở rộng sự hấp dẫn của tấm vé nếu họ tranh cử vào năm 1976, do Rockefeller có khả năng thu hút sự ủng hộ từ các khu vực bầu cử thường không ủng hộ đảng Cộng hòa, bao gồm cả lao động có tổ chức,  Người Mỹ gốc Phi, gốc Tây Ban Nha và cư dân thành phố. Ford cũng cảm thấy rằng ông ấy có thể chứng tỏ sự tự tin của chính mình bằng cách chọn một cá tính mạnh mẽ như Rockefeller cho vị trí số 2.  Mặc dù ông ấy đã nói rằng ông "không được chế tạo cho thiết bị dự phòng",  Rockefeller đã chấp nhận yêu cầu của Tổng thống để làm phó tổng thống: 
 Hoàn toàn có vấn đề về việc có một cuộc khủng hoảng Hiến pháp và một cuộc khủng hoảng niềm tin của người dân Mỹ. ... Tôi cảm thấy có trách nhiệm đối với bất kỳ người Mỹ nào có thể làm bất cứ điều gì góp phần khôi phục niềm tin vào tiến trình dân chủ và sự liêm chính của chính phủ. 
 Rockefeller cũng bị thuyết phục bởi lời hứa của Ford sẽ khiến ông ta "mãn đối tác "trong nhiệm kỳ tổng thống của ông ấy, đặc biệt là trong chính sách đối nội. 
Rockefeller đã trải qua các cuộc điều trần kéo dài trước Quốc hội, tỏ ra bối rối khi người ta tiết lộ rằng ông đã tặng những món quà khổng lồ cho các trợ lý cấp cao, chẳng hạn như Henry Kissinger, và sử dụng tài sản cá nhân của mình để tài trợ cho tiểu sử bệnh scurrilous của đối thủ chính trị Arthur Goldberg.  Ông cũng đã khấu trừ gây tranh cãi về thuế thu nhập liên bang của mình và cuối cùng đồng ý trả gần một triệu đô la để giải quyết vấn đề, nhưng không có hành vi bất hợp pháp nào bị phanh phui, và ông đã được xác nhận. Mặc dù các đảng viên Cộng hòa bảo thủ không hài lòng khi Rockefeller được chọn, nhưng dù sao thì hầu hết họ đều bỏ phiếu cho sự xác nhận của ông; tuy nhiên, một khối thiểu số (bao gồm Barry Goldwater, Jesse Helms và Trent Lott) đã bỏ phiếu chống lại.  Nhiều nhóm bảo thủ đã vận động chống lại đề cử của Rockefeller, bao gồm Ủy ban Quyền sống Quốc gia, Liên minh Bảo thủ Hoa Kỳ và những nhóm khác. Đảng Bảo thủ New York cũng phản đối xác nhận của ông, mặc dù thực tế là thành viên được bầu duy nhất của Quốc hội Hoa Kỳ khi đó, James L. Buckley, đã ủng hộ ông.  Ở bên trái, những người Mỹ ủng hộ Hành động Dân chủ phản đối xác nhận của Rockefeller vì điều đó cho rằng sự giàu có của ông gây ra quá nhiều xung đột lợi ích. 
Thượng viện đã phê chuẩn ngày 10 tháng 12 năm 1974, 90 đến 7. Hạ viện xác nhận đề cử 287 đến 128 của ông vào ngày 19 tháng 12.  Bắt đầu phục vụ khi tuyên thệ nhậm chức vào ngày 19 tháng 12, Rockefeller là người thứ hai được bổ nhiệm làm phó tổng thống theo  Tu chính án thứ 25 - người đầu tiên là Ford. Rockefeller thường có vẻ lo ngại rằng Ford giao cho ông ít hoặc không có quyền lực, và ít nhiệm vụ trong khi ông là phó tổng thống. Ford ban đầu cho biết ông muốn Rockefeller làm chủ tịch  Hội đồng Chính sách Nội địa, nhưng nhân viên Nhà Trắng mới của Ford không có ý định chia sẻ quyền lực với phó tổng thống và nhân viên của ông. 
Nỗ lực của Rockefeller để phụ trách chính sách đối nội đã bị cản trở bởi Chánh văn phòng Rumsfeld, người phản đối việc các nhà hoạch định chính sách báo cáo với tổng thống thông qua phó tổng thống. Khi Rockefeller có một trong những trợ lý cũ của mình, James Cannon, được bổ nhiệm làm giám đốc điều hành của Hội đồng trong nước, Rumsfeld đã cắt giảm ngân sách của mình. Rockefeller đã bị loại khỏi quá trình ra quyết định về nhiều vấn đề quan trọng. Khi biết Ford đề xuất cắt giảm thuế liên bang và chi tiêu, ông trả lời: "Đây là động thái quan trọng nhất mà tổng thống đã thực hiện, và tôi thậm chí còn không được hỏi ý kiến."  Tuy nhiên, Ford đã bổ nhiệm ông vào Ủy ban Tổ chức Chính phủ về Ứng xử của Chính sách Đối ngoại và bổ nhiệm ông làm Chủ tịch  Ủy ban về CIA Hoạt động tại Hoa Kỳ, Ủy ban Quốc gia về Năng suất, Ủy ban Bồi thường Liên bang và Ủy ban về Quyền Riêng tư. Ford cũng giao Rockefeller phụ trách sáng kiến "Lạm phát bằng roi bây giờ" của mình. 

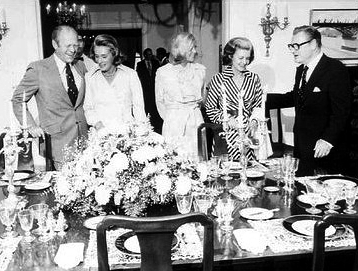
Phó Tổng thống Nelson Rockefeller (phải) và vợ Margaretta Murphy (thứ hai bên trái) với Tổng thống Gerald Ford (trái) vợ Betty (thứ hai bên phải) và con gái Susan (giữa) tại dinh thự phó tổng thống vào ngày 7 tháng 9 năm 1975.

Trong khi Rockefeller là Phó Tổng thống, dinh thự chính thức của Phó Tổng thống được thành lập tại Vòng tròn Đài quan sát Số Một trên cơ sở của Đài quan sát Hải quân Hoa Kỳ. Nơi cư trú này trước đây là nơi ở của Tổng chỉ huy Tác chiến Hải quân. Các phó tổng thống trước đây từng chịu trách nhiệm bảo quản nhà riêng bằng chi phí của họ, nhưng sự cần thiết của bảo mật  Cơ quan mật vụ toàn thời gian đã khiến điều này không cần thiết. Rockefeller đã có một dinh thự an ninh tốt ở Washington và chưa bao giờ sống trong ngôi nhà này như một dinh thự chính, mặc dù ông đã tổ chức một số sự kiện chính thức ở đó. Sự giàu có của ông đã giúp ông quyên góp hàng triệu đô la nội thất cho ngôi nhà. 
Rockefeller đã chậm chạp trong việc sử dụng Lực lượng Không quân Hai, chiếc máy bay cơ phó chính thức của Tổng thống. Thay vào đó, ông tiếp tục sử dụng Gulfstream của riêng mình (có tên gọi Executive Two làm máy bay tư nhân). Rockefeller cảm thấy mình đang tiết kiệm tiền đóng thuế theo cách này. Cuối cùng, Cơ quan Mật vụ thuyết phục ông rằng chi phí cao hơn để bay các đặc vụ xung quanh để bảo vệ chi tiết của ông so với việc ông đi trên Không lực Hai với họ. 

## Bầu cử năm 1976
Với việc Ford có tính ôn hòa đã khiến ông gặp khó khăn trong việc đảm bảo sự ủng hộ của các đảng viên Cộng hòa bảo thủ cho cuộc bầu cử tổng thống năm 1976, và dự đoán một thách thức từ phe bảo thủ Ronald Reagan, ông đã cân nhắc khả năng có một người bạn tranh cử khác và thảo luận với Rockefeller. Tháng 11 năm 1975, Rockefeller đề nghị rút lui. Ford cuối cùng cũng đồng tình và khi giải thích quyết định của mình, Rockefeller nói rằng ông "không xuống (tới Washington) để vướng vào các cuộc tranh cãi trong đảng mà chỉ gây khó khăn hơn cho Tổng thống trong một thời điểm rất khó khăn ..."  
Sau khi Ford được đề cử tại Đại hội toàn quốc của Đảng Cộng hòa năm 1976, Reagan, Barry Goldwater, và những người bảo thủ nổi tiếng khác đã ủng hộ Ford trong việc lựa chọn một ứng cử viên phó tổng thống phù hợp. Ford đã xem xét một số ứng cử viên, bao gồm các đảng viên Cộng hòa từ trung bình đến tự do như William Ruckelshaus, và các đảng viên Cộng hòa từ trung bình đến bảo thủ bao gồm Bob Dole, và cuối cùng quyết định xem Dole là người được phe bảo thủ chấp nhận nhất. 
Tính đến năm 2020, Ford là tổng thống đương nhiệm cuối cùng không có phó chủ tịch đương nhiệm làm người điều hành của mình. Ford sau đó nói rằng không chọn Rockefeller là một trong những sai lầm lớn nhất của ông ấy,  và "một trong số ít điều hèn nhát của tôi. đã làm trong cuộc đời tôi. 
Rockefeller đã vận động tích cực cho chiếc vé của Đảng Cộng hòa vào năm 1976.
Trong bức ảnh có thể trở thành biểu tượng của chiến dịch năm 1976, Rockefeller dường như đang đáp lại những người ủng hộ tại một cuộc biểu tình ở Binghamton, New York, với  giơ ngón tay giữa. Trong khi các nhà quan sát chính trị chế giễu lời giải thích đó, nó có thể đã đúng: Rockefeller bị chứng khó đọc và được biết đến là người thích dùng ngón tay giữa, ký chữ ký của mình bằng một cây bút được giữ ở giữa ngón trỏ và ngón giữa. Khi trại của Rockefeller thấy rằng câu chuyện về cử chỉ tục tĩu đã phổ biến đối với nhiều đảng viên Cộng hòa, họ ngừng phủ nhận rằng đó là ý định của anh ta." Vào thời điểm đó, hành động nhấp nháy ngón tay của Rockefeller là một vụ tai tiếng. Viết về khoảnh khắc 20 năm sau, Michael Oricchio của  San Jose Mercury News  cho biết hành động này được gọi là 'cử chỉ Rockefeller'.
Bầu cử Tổng thống năm 1976 kết thúc với việc Ford thua Jimmy Carter.

## Qua đời

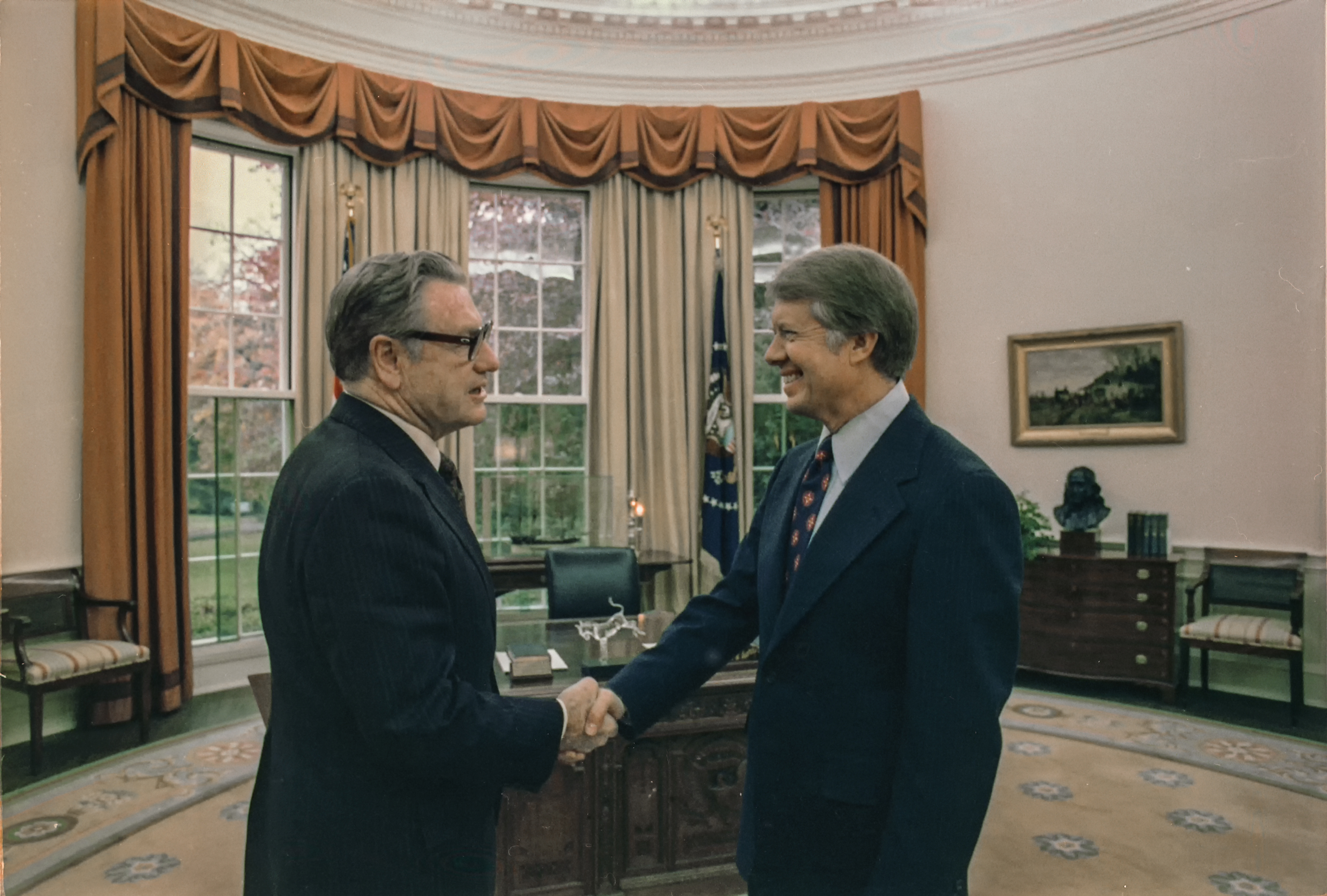
Rockefeller và Tổng thống Jimmy Carter vào tháng 10 năm 1977

Rockefeller qua đời vào ngày 26 tháng 1 năm 1979 vì một cơn đau tim, hai năm sáu ngày sau khi rời nhiệm kỳ phó tổng thống.  Ông mất ở 70 tuổi. Một báo cáo ban đầu cho biết không rõ rằng ông đã chết tại bàn làm việc trong văn phòng của mình tại Rockefeller Center .   Tuy nhiên, báo cáo nhanh chóng được sửa lại để nói rằng Rockefeller thực sự bị đau tim chết người tại một địa điểm khác: một ngôi nhà phố mà ông sở hữu tại số 13 phố Tây đường 54.  Cơn đau tim xảy ra vào buổi tối muộn với sự hiện diện của Megan Marshack, một phụ tá 25 tuổi.  Sau khi Rockefeller bị đau tim, Marshack gọi bạn của cô, phóng viên tin tức Ponchitta Pierce đến nhà, Pierce đã gọi điện cho xe cấp cứu khoảng một giờ sau cơn đau tim. 
Hài cốt của Rockefeller được hỏa táng tại Nghĩa trang Ferncliff ở Hartsdale, New York gần đó. Vào ngày 29 tháng 1 năm 1979, gia đình và những người bạn thân đã tụ tập để quàn tro của ông tại nghĩa trang riêng của gia đình Rockefeller ở Sleepy Hollow, New York.  Một buổi lễ tưởng niệm được tổ chức tại Nhà thờ Riverside ở Thượng Manhattan vào ngày 2 tháng 2; dịch vụ đã có 2.200 người tham dự. Những người tham dự có Tổng thống Jimmy Carter và cựu Ngoại trưởng Henry Kissinger.